# Blinkende krabspin
De blinkende krabspin (Synema globosum) is een spin die behoort tot de krabspinnen.
De vrouwtjes worden 6 tot 8 mm groot, de mannetjes 3 tot 4 mm. Het prosoma is donkerbruin, evenals de poten. Het achterlijf heeft een zwarte bladtekening en is geel, oranje of rood gekleurd. Leeft in droge graslanden en bosranden op warme plekken, maar is ook te zien op hoge vegetatie en struiken. De spin komt voor in het Palearctisch gebied.